# بيتر مولر (لاعب كرة قدم ألماني)
بيتر مولر (بالألمانية: Peter Müller)‏ هو لاعب كرة قدم ألماني، ولد في 15 ديسمبر 1969. لعب مع نادي كولن.